# Dichagyris turana
Dichagyris turana là một loài bướm đêm trong họ Noctuidae.